# Grabfeld
Grabfeld är en kommun i Landkreis Schmalkalden-Meiningen i förbundslandet Thüringen i Tyskland.
Den tidigare kommunen Wölfershausen uppgick i Grabfeld den 1 januari 2019.